# 藤島安之
藤島 安之（ふじしま やすゆき、1947年（昭和22年）3月25日 - ）は、日本の通産官僚。通商産業大臣官房審議官、駐パナマ大使を歴任。新潟県出身。

## 略歴
- 新潟県立柏崎高等学校卒業
- 1969年（昭和44年）6月：東京大学法学部卒業
- 1969年（昭和44年）7月：通商産業省入省。特許庁総務部総務課配属
- 1975年（昭和50年）1月：中小企業庁長官官房総務課国際班長
- 1975年（昭和50年）8月：中小企業庁長官官房総務課企画調整班長
- 1976年（昭和51年）5月：資源エネルギー庁公益事業部開発課長補佐
- 1977年（昭和52年）9月：通商産業省通商政策局米州大洋州課長補佐
- 1978年（昭和53年）9月：通商産業大臣官房秘書課付
- 1979年（昭和54年）4月：在スペイン大使館一等書記官
- 1982年（昭和57年）5月：通商産業省産業政策局産業組織政策室長
- 1984年（昭和59年）8月：資源エネルギー庁公益事業部開発課電源立地企画官
- 1985年（昭和60年）11月：内閣法制局第四部参事官
- 1990年（平成2年）6月：通商産業省産業政策局産業資金課長
- 1992年（平成4年）6月：通商産業省貿易局総務課長
- 1993年（平成5年）6月：資源エネルギー庁長官官房総務課長
- 1994年（平成6年）7月：中部通商産業局長
- 1995年（平成7年）6月：中小企業庁計画部長
- 1996年（平成8年）7月：通商産業大臣官房審議官（産業政策局担当）
- 1997年（平成9年）7月：経済企画庁日本銀行政策委員会経済企画庁代表委員
- 1998年（平成10年）4月：通商産業大臣官房付
- 1998年（平成10年）7月：駐パナマ大使
- 2001年（平成13年）7月19日：退官
- 2001年（平成13年）8月：日商岩井株式会社業務顧問
- 2002年（平成14年）6月：日商岩井株式会社常務執行役員
- 2002年（平成14年）11月：株式会社ワコム取締役
- 2003年（平成15年）4月：日商岩井株式会社取締役専務執行役員
- 2003年（平成15年）8月：リスクモンスター株式会社取締役
- 2003年（平成15年）8月：株式会社日商岩井総合研究所代表取締役社長
- 2004年（平成16年）4月：双日株式会社取締役専務執行役員
- 2004年（平成16年）4月：株式会社双日総合研究所代表取締役社長
- 2005年（平成17年）7月：日商エレクトロニクス株式会社取締役
- 2005年（平成17年）10月：双日株式会社代表取締役専務執行役員
- 2008年（平成20年）4月：双日株式会社副社長執行役員
- 2010年（平成22年）4月：双日株式会社顧問
- 2010年（平成22年）8月：互助会保証株式会社代表取締役社長
- 2011年（平成23年）3月：双日株式会社顧問退任
- 2017年 (平成29年) 8月：互助会保証株式会社代表取締役社長退任

## 同期入省者
同期に、町村信孝、佐野忠克（経産審議官、京大法卒）、及川耕造（特許庁長官）、太田信一郎（特許庁長官）、佐瀬正敬（沖電気執行役員）、岩田満泰（関電副社長、中小企業庁長官、近畿通産局長、東大経卒）、綾部正美（帝国石油専務、大臣官房調査統計部長）、作田穎治（住金専務、基礎産業局長、慶大経卒）、松倉浩司（交流協会元専務理事、東北通産局長）、河本博隆（特許庁審査第一部長）、野村弘（弁護士、1972年退官）など。

## その他役職
- J-SOX対応促進協議会理事長
- 社団法人ラテン・アメリカ協会理事